# JLA/Avengers
Лига Справедливости / Мстители (выпуски № 2 и № 4 были названы Мстители / JLA) — комикс-кроссовер публиковавшийся издательствами Marvel Comics и DC Comics с сентября 2003 года по май 2004 года.
Эта серия была написана Куртом Бизьеком, совместно с художником Джорджем Пересом. Представлена двумя командами супергероев DC Comics и Marvel Comics: Лига Справедливости Америки и Мстители .

## История создания
В 1979 году DC и Marvel договорились о публикации кроссовер серии с участием двух команд. Для работы над этой серией планировалось задействовать автора Джерри Конвея и художника Джорджа Переса. Сюжетом кроссовера было путешествие во времени Канга Завоевателя (Marvel Comics) и Владыки Времени (DC Comics). Редактор Рой Томас был нанят, чтобы написать сценарий, основанный на сюжете Конвея, и, хотя работа началась в 1981 году (Перес успел нарисовать карандашом 21 страницу к середине 1983) и планировалась к публикации в мае 1983, редакционные споры (по слухам, спровоцированные главным редактором Marvel Comics Джимом Шутером) препятствовали тому, чтобы история была закончена. Неудача кроссовера JLA/Avengers также вызвала отмену запланированного на 1982 год продолжения кроссовера «Люди икс и Новые Подростки Титаны».
Было достигнуто соглашение между двумя компаниями в 2002 году, написать новый сценарий, для чего были приглашены писатель Курт Бизьек и художник Джордж Перес.